# Laaouinate
Laaouinate (franska: Laaouinate (CR), Laaouinate (Commune Rurale), arabiska: وجدة (البلدية)) är en kommun i Marocko.   Den ligger i provinsen Jerada och regionen Oriental, i den nordöstra delen av landet, 400 km öster om huvudstaden Rabat. Antalet invånare är 3 790.